# Sant Domingo de Valldemóra
Sant Domingo de Valldemóra és una ermita de Seròs (Segrià) inclosa a l'Inventari del Patrimoni Arquitectònic de Catalunya.

## Descripció
Ermita abandonada de petites dimensions, de planta rectangular i amb un entaulament a dues aigües, que actualment està ensorrat. No presenta cap mena de finestra; l’única obertura de la construcció és la que permet l'accés, d'estructura rectangular, amb brancals i una llinda en la qual apareix la data “1687” gravada sobre la pedra. Els paraments són fets a base d'opus incertum, i per remarcar els punts d'unió dels diferents murs s'utilitzen carreus rectangulars.
L'interior de l'ermita es troba en estat ruïnós, amb presència de vegetació. Les parets interiors no presenten cap mena de decoració, i com que la teulada està ensorrada, queden a la vista els nervis (de maó pla) i la clau de volta que originalment formarien una volta de creueria.